# Хульда
Хульда (ивр. חֻלְדָּה‎) — кибуц в центральной части Израиля, к югу от Рамлы, административно принадлежащий к региональному совету Гезер. Основан как учебная ферма Всемирной сионистской организации в 1909 году, разгромлен и покинут в ходе арабских волнений 1929 года, восстановлен в 1930 году членами движения «Гордония»; с 1931 года носит статус кибуца.

## География
Кибуц Хульда расположен в Центральном округе Израиля, в восточной части прибрежной низменности Шфела, в 12 километрах восточнее Реховота. Далее к востоку располагается мемориальный лес Герцля. Рядом с кибуцем проходит местное шоссе 411, соединяющее Реховот с идущим с запада на восток шоссе 3. Административно Хульда принадлежит к региональному совету Гезер.

## История
Еврейское поселение Хульда получило своё название по названию арабской деревни в Палестине, земли которой были выкуплены под её устройство (название самой деревни иногда связывают с именем арабского философа и историка ибн Хальдуна либо с именем библейской пророчицы Олдамы (Хульды). Эти земли были приобретены в 1905 году по указанию Всемирной сионистской организации к югу от города Рамла у местных арабов. Ферма предназначалась для обучения методам ведения сельского хозяйства евреев-репатриантов. В 1909 году началось строительство фермы. Был построен богатый дом управляющего и высажены в порядке эксперимента фруктовые деревья; после того, как они не прижились, на территории, принадлежащей ферме, была высажена оливковая плантация площадью 700 дунамов. Со временем вокруг фермы усилиями Еврейского национального фонда был высажен лес из пород деревьев, не имеющих сельскохозяйственного значения. Этот лес, так же, как лес, высаженный близ поселения Бен-Шемен, был изначально задуман как памятник основателю сионизма Теодору Герцлю.
Ферма Хульда служила местом подготовки небольших еврейских поселенческих групп, которые по её окончании уходили создавать новые посёлки — места своего постоянного проживания. Среди поселений, основанных воспитанниками фермы — Эйн-Харод, Гинегар и Кфар-Йехезкель. В августе 1929 года, когда на территории Палестины, к этому времени находившейся под британским мандатным управлением, начались арабские волнения, Хульда оказалась в числе мест, атакованных арабами. Жители фермы организовали её оборону, которую держали до прибытия британской полиции, которая эвакуировала всех оставшихся в живых. На месте сражения осталось тело одного из защитников фермы — Эфраима Чизика (долгое время Чизик считался командиром защищавшего ферму отряда, но позже выяснилось, что он был заместителем командира — Илана Абрамсона), ферма была захвачена, разграблена и сожжена.
Ферма Хульда оставалась заброшенной около года, пока осенью 1930 года в этих местах не появились недавно прибывшие в Палестину поселенцы из организации «Гордония» из Польши, Галиции и Латвии. Первые несколько членов «Гордонии» начали работы по восстановлению фермы, а в 1931 году Всемирный сионистский конгресс официально принял решение о возрождении Хульды, и туда на постоянное поселение отправились уже около 40 человек. Кибуц, основанный на развалинах фермы, получил название Хульда-Гордония I. Однако вскоре выяснилось, что для нормального хозяйствования его членам не хватает ни земли, ни воды. В отсутствие работы по месту жительства многие члены кибуца вынуждены были искать её в других населённых пунктах. Несмотря на это, в Хульду продолжали прибывать новые группы поселенцев из Австрии, Польши и Румынии, и в 1934 году там родился первый местный ребёнок.
В 1935 году в Хульде вспыхнула эпидемия тифа, которым переболели десятки членов кибуца, из которых четверо умерли. Когда в 1936 году началось очередное арабское восстание, обороноспособность Хульды, находившейся в гуще леса и в окружении арабских деревень, вызывала серьёзные сомнения, и из кибуца, в ожидании нападения, были эвакуированы все маленькие дети. Наконец, в 1937 году кибуц был официально признан Всемирной сионистской организацией. После получения финансирования он перебазировался на новое место, примерно в 800 метрах от леса, однако он оставался изолированным в гуще враждебного арабского населения.
В 1943 году британские полиция и армия провели в Хульде крупномасштабный обыск в поисках складов оружия «Хаганы». Были найдены боеприпасы, и семь членов кибуца были приговорены судом к заключению сроком от двух до шести лет. Последние из них вышли на свободу только после окончания действия британского мандата. В 1948 году, в ходе Войны за независимость Израиля, Хульда была опорным пунктом еврейских сил — ближайшим еврейским посёлком на пути к блокируемому арабами Иерусалиму. От Хульды в апреле 1948 года еврейские части начинали операцию «Нахшон», нацеленную на прорыв блокады, она служила отправной точкой для атак на Латрун, в ней сосредотачивались силы, ведшие прокладку «Бирманской дороги» в мае-июне 1948 года, а ещё позже — дороги героизма. В мае 1948 года кибуц 12 дней бомбила египетская авиация; в ходе бомбёжек погибли два члена кибуца, были разрушены многие дома и родильный дом, всех женщин и детей на четыре месяца эвакуировали в Тель-Авив.
По окончании Войны за независимость в Хульде развивалось богарное земледелие, значительную роль в хозяйстве играли оливковые и другие плантации. В 1970-е годы в кибуце была создана фабрика по производству трансформаторов, а также завод по производству сборных строительных панелей. К началу 1980-х годов число членов кибуца достигло 220 человек. Однако экономический кризис 1980-х годов привёл к упадку хозяйства, и многие жители среднего возраста покинули Хульду. С октября 2000 года началась приватизация кибуцного хозяйства, и со временем экономическое положение Хульды стало улучшаться; особое развитие получило виноградарство.

## Население
По данным Центрального статистического бюро Израиля, население на начало 2020 года составляло 1 163 человека.
Согласно данным на сайте кибуца, к 2017 году число жителей достигло 1083. Сайт сообщает, что только за 2012 год были приняты 93 новых члена и что ведётся активное расширение жилого фонда, сопровождающееся заселением в кибуц десятков новых семей в 2013 году.
В 2008 году, согласно переписи населения Израиля, в Хульде проживали 370 человек, 99,4 % из которых были евреями, в том числе около 12 % — репатриантами из других стран. Медианный возраст в 2008 году составлял 33 года, 26,4 % населения приходились на детей и подростков в возрасте до 17 лет включительно, 10,8 % — на людей пенсионного возраста (65 лет и старше). Среднее количество человек в домохозяйстве равнялось 2,1, причём 41 % домохозяйств составляли одиночки.
63 % населения в 2008 году имели образование выше законченного среднего, в том числе 31 % — как минимум первую академическую степень.

## Экономика
Основу хозяйства кибуца Хульда составляет выращивание винных сортов винограда. Виноградные посадки, одни из крупнейших в Израиле, занимают площадь свыше 1200 дунамов. Важными составляющими хозяйства являются оливковые плантации, производство оливкового масла и выращивание гранатов. Плантации находятся в совместном управлении кибуца Хульда и близлежащего кибуца Мишмар-Давид. Совместно с мошавом Тиморим организовано мясо-молочное производство (примерно 250 молочных коров). В Хульде работает также завод по производству трансформаторов.
65 % населения кибуца старше 15-летнего возраста в 2008 году были трудоспособны, все они были трудоустроены. Более трети работали в сфере услуг и торговли, более четверти — на конторской работе и 17,6 % в технических и свободных профессиях. В 83 % домохозяйств был персональный компьютер, в 71 % — как минимум один автомобиль (в 17 % домохозяйств — два и более). В среднем на домохозяйство приходилось 1,9 сотового телефона. В 2010 году средний месячный доход на домохозяйство составлял 9623 шекеля, на душу населения - 4608 шекелей, что было ниже медианного значения для регионального совета Гезер.

## Культура
В начале 2000-х годов прошёл реконструкцию старый дом управляющего на исторической ферме Хульда, известный как «Дом Герцля». В здании расположена экспозиция, посвящённая истории мемориального леса, фермы и кибуца Хульда.
В кибуце действуют дом культуры и плавательный бассейн. В память о членах кибуца, погибших в войнах Израиля, разбит парк. С 1960-х годов в кибуце Хульда расположены архив движения «Гордония» и архив Объединённого кибуцного движения. Первоначально архивы хранились в здании клуба, в 1980 году архив Объединённого кибуцного движения получил собственное здание, а в 2009 году был перенесён в учебный центр «Эфаль» в Рамат-Гане.